# Miss Italia nel mondo 1993
La terza edizione di Miss Italia nel mondo si è svolta presso le Terme Berzieri di Salsomaggiore Terme nel settembre 1993 ed è stata condotta da Fabrizio Frizzi. Vincitrice del concorso è risultata essere la tedesca Bianca Gagliardi.

## Piazzamenti
| Risultato finale           | Concorrente                          |
| -------------------------- | ------------------------------------ |
| Miss Italia nel mondo 1993 | - Germania - Bianca Gagliardi        |
| 2ª classificata            | - Polonia - Erika Toth               |
| 3ª classificata            | - Cecoslovacchia - Silvia Lakatosova |

## Concorrenti[1]
01 Germania - Bianca Gagliardi
02 Polonia - Erika Toth
03 Cecoslovacchia - Silvia Lakatosova
04 Belgio - Eloisa Fiorani
05 Belgio - Laura Schiffano
06 Stati Uniti d'America - Patricia Sturla